# 浦飯幽助
浦飯 幽助（うらめし ゆうすけ）は、冨樫義博の漫画およびそれを原作としたアニメと映画『幽☆遊☆白書』に登場する架空の人物。本作品の主人公。担当声優は佐々木望、実写ドラマ版の演者は北村匠海。

## 人物・性格
初登場時14歳。皿屋敷中学2年生。
明確な誕生日は不明だが魔界に旅立つ日が誕生日である。身長に関しては当初は幼馴染の雪村螢子とほぼ同じだったが、暗黒武術会編では螢子よりも背が高くなっていた。
未成年であるにもかかわらず喫煙・飲酒・パチンコ・ギャンブルを行っており、万引きやかつあげ、痴漢などの犯罪行為もする不良少年で補導歴もある。喧嘩っ早く、粗野で乱暴、短気で無鉄砲、口が悪く手癖が悪く頭も悪い。成績も非常に悪く、選択問題が多いからという理由で得意な理科でも12点。このように絵に描いたような不良・劣等生で極めて評判も悪かったが、根は正義感が強く弱い立場の人間や一生懸命な人に何かと世話を焼き、仲間がやられた時や外道に対しては自らを奮い立たせる。
大の格闘技好きでバトルを心の底から楽しみ、対戦相手や観戦者にも憎しみやしがらみを乗り越え勝負を楽しませる戦いをする。その姿勢は仙水忍や軀、黄泉にも影響を与えた。ゲームでも格闘を得意としている。
学校はサボってばかりで進級も危うい状態だったが奇跡的（ぼたん談）に進級。3年の途中で魔界に旅立ってからは学校には通わなくなったが帰ってきたときには卒業できていた。中学卒業後は母・温子のコネで屋台ラーメンを立ち上げ、裏稼業として人間と妖怪とのトラブル解決を手がける一種の何でも屋をしている。

## 来歴
物語開始時、車に轢かれそうになった少年・マサルの身代わりとなったことで事故死。しかしマサルは本来なら幽助が何もしなくても助かっていたので、幽助の死は霊界にとっては予定外となった。そのため、コエンマから「霊界獣の卵を育てる」という試練を受けることを条件に復活を許される。本来なら霊界獣の卵が孵ってから復活する予定だったが霊体と肉体の波長の問題から卵が孵る前に復活。霊界探偵に任命され、霊能力者の力も与えられる。
霊界探偵になって以降は人を惹きつける気のいい人柄が目立つようになり、桑原和真、蔵馬、飛影を始めとする様々なライバル・敵と戦いを通して友情を結ぶ。幻海の弟子となってからは幾多の修業を経て霊光波動拳の正統継承者となる。なお幻海の弟子選考会での霊撃力は155、霊気量は82、霊感応力は2勝13敗。暗黒武術会優勝時点ではB級上位妖怪である戸愚呂弟とほぼ同レベル。
霊界探偵の先輩でもある仙水との戦いで戦死するが、妖怪・雷禅の子孫であったことことから魔族大隔世（隔世遺伝を数代先に渡って意図的に起こせる能力）により魔族の命を得て復活を果たす。先祖にあたる雷禅は人間を食するが幽助は妖怪と人間との混血児の子孫であるためか人間を食する気はない。なお魔族大隔世前に死亡したために心臓は止まったままであり、魔族の心臓である核で動いている。復活後の妖力はS級クラスとなり、聖光気を纏う仙水とも互角に戦えるまでになった。
雷禅の横槍により仙水との一騎討ちを邪魔されたことから魔界に残って雷禅を探しに行こうとするもコエンマから「48時間で魔界の穴が塞がれるので24時間以内に魔界に残るか人間界に帰るかを選べ」と告げられ、人間界に帰還することにした。
人間界に戻ってきた後は霊界探偵を解雇された上、抹消の任が解かれずにいたことから霊界に命を狙われ続ける身となる。自分の意思で戻ってきたとはいえ互角のケンカができる相手がほぼいなくなったことや先の魔界での一件から平和な生活に馴染めずにいた矢先に雷禅からの招待を受ける。自身の苛立ちにケジメを付けるべく魔界に赴き雷禅と対面。彼を超えるために修業の日々を送り、雷禅の死後は「国なんか抜きでただのケンカをしよう」という理由から魔界統一トーナメントを開催。トーナメント終了後は人間界に帰還するが（原作では魔界に旅立ってから1年半後、アニメ版では2年後）魔界の頂点に再び挑むと語る。

## 備考
アニメの次回予告の最後の締め台詞は「伊達にあの世は見てねぇぜ！」。
ミュージックバトル1の暗黒音楽会では仲間たちと共に音痴克服メトロノームで音痴を改善して参加。ボーカルとサイドギターを担当。ミュージックバトル2の「戦士の空腹」では中華料理を食べに行こうと提案していた。
名前の由来は作者の冨樫によると「ほとんどシャレ」であり、名字は「うらめしや」から、名前は「苗字とつなげて色々浮かんだものから適当につけた」とのこと。
キャラクター人気投票では第1回では第2位。第2回、連載終了後の誌上企画では第3位にランク入りしている。
アニメでのキャスティングでは、阿部紀之によればオーディションで決め、テレビシリーズなのでキャラクターを作っていく必要があったことと佐々木望の声に「華があったから」という理由で選んでいる。キャラクターデザインを担当した北山真理は額が描きにくく、剃り込みも意識すると怖い顔になってしまうため、原作の絵と「似ていない」と言われたこともあったという。

## 人間関係
家族構成については父親はかなり前に母・温子と離婚して疎遠、母子家庭である。
螢子とは幼馴染であり、相思相愛の仲。彼女の両親とも仲が良い。
先述の通り多くの仲間やライバルを得るが事故死する前は人望がなく、徒党を組むこともなかったことから交友関係は狭かった。

## 能力
霊丸を得意技としているが弾数制限の問題により通常は肉弾戦を展開。霊能力者になる前からケンカでは負け知らずだったため、格闘能力は高い。反面、一対一の戦いに慣れすぎていて多角的な攻撃に弱いと仙水（ミノル）に指摘されている。事実、朱雀の暗黒妖籠陣や仙水の裂蹴紫炎弾には苦戦を強いられている。
幻海の弟子になってからは2回に渡る修業を経て霊光玉を授かり、霊光波動拳の正当継承者となる。それに伴い攻撃力だけでなく回復力も上がった。
魔族大隔世後は霊気が妖気に変化。魔界統一トーナメント時の妖力は修羅と同程度になる（アニメ版でトーナメント前に妖駄が計った妖気計では20万Pを超えていた）。アニメ版の黄泉戦では自身の中に流れる雷禅の血を克服したことにより霊気が復活し、妖気とブレンドさせた混合弾も放つことが可能となった。さらには霊気とも妖気とも聖光気とも異なる黄金のオーラを発揮し、黄泉を追い詰めた。
仙水編では自転車で車に追いつくほどの身体能力を見せており、巻原（アニメ版では天沼）から「中野浩一かあいつは」と驚かれてもいる。
雷禅の血が表に出てくると全身に刺青のような紋様が浮かび上がり髪も伸び、雷禅を思わせる風貌に変化。原作では仙水との戦いで一度だけの変身だったがアニメ版では黄泉戦でも変身。この姿に初めてなった際は雷禅に操られており、アニメ版では髪の色が雷禅と同じ白となっていた。また仙水戦では正気に戻った後も変身は解けずにいたが、人間界に帰還しての翌朝には紋様は消え、髪は蔵馬に切ってもらった。
霊丸（レイガン）
指先に霊気を集中し、心を引き金にして放つ弾丸。その威力は霊気量に比例する。霊界探偵就任後、コエンマから伝授された。
初期の威力はコエンマ曰く「幽助のパンチの3倍以上」。最初は1日1発しか撃てなかったが幻海との最初の修行により力量を調整することで撃てる弾数が増えた。幻海の2度目の修行を受けてからは全力で撃つ場合は弾数4発となる。アニメ版では仙水編で1日に5発撃っており、魔界での修行を経てからはほぼ無限になった。なお最初に使用した相手は盗難の罪を着せた岩本に対してであり、コエンマの了承も得ている。
酎戦では霊丸を初連射したが覆面（幻海）曰く「連射は高等技術」であるため、反動で霊丸を撃てなくなってしまうがDr.イチガキチームとの試合でイチガキに対する怒りで霊力を向上・回復させたことにより再び使用可能となった。
戸愚呂兄弟戦では桑原の提案で霊丸を桑原に向けて発射し、霊丸の勢いで加速を付けた桑原の奇襲（戸愚呂弟曰く「ロケット噴射みたいに加速」）で戸愚呂兄弟に勝利した（実際は戸愚呂兄弟の演技）。この時の霊丸は桑原曰く「死なない程度に調節された」ものが使用された。
戸愚呂との決勝戦でフルパワー同士の大勝負を行った際には二度と撃てなくなっても構わないという覚悟のもと、限界までの霊力を注ぎ込んで発射し、発射後も霊気を送り続けて戸愚呂弟に勝利した。
アニメ版での黄泉戦では妖気を発射するため妖丸とでもいうべき赤い弾を発射していたが、連射の途中から霊気が混ざるようになり霊気と妖気の混合弾による猛烈な連射に変わり、そして次第に身体の魔族の紋様が消えさらに霊気や妖気も消え別の力による霊丸によって黄泉の反相壁を破った。
冨樫によれば名前は光線銃と超常的な力を合わせた感じの名前にしたかったという。また寺沢武一の漫画『コブラ』に登場するサイコガンを元にしている。
ショットガン / 霊光弾（れいこうだん）
幻海との修業を経て使用可能となった技。原理的には霊丸と同じだが（従ってこの技一発も霊丸使用回数に数えられる）指ではなく拳から放つ。拳を直接ぶつけて攻撃するのが本来の使い方だが複数の敵や広範囲に対しては散弾銃のようにして放つ。幽助は飛び道具として用いるタイプをショットガンと呼び、両者を区別している。幻海の解説によれば霊光弾には多くのデメリット（威力は霊丸より上だが近接攻撃の上に全身の霊気を高める必要があり、疲労度は霊丸を大きく上回る）があり、ショットガンも朱雀から「威力は良いが命中率が悪い」と評された。
ショットガンは魔回虫人間と化した不良グループ相手に初使用。朱雀との戦いでは2回使用され、1発目は7人の朱雀のうち1人だけ倒すことに失敗。2発目は消耗した霊力の代わりに自身の生命力を用いて放ち、朱雀7人を倒すことに成功した。
霊光弾は暗黒武術会での陣戦が劇中で唯一の使用。アニメ版第78話では仙水の霊光裂蹴拳をあえて受けた後にカウンターで霊光弾を放とうとするが直前に攻撃を受けて不発に終わっている。
殺人パンチ
基本技のパンチ。霊能力者になる前からの技であり、桑原を初めとした数多くのケンカ相手に放ってきた。
内臓殺し
超高速ボディーブローの連打。霊能力者になる前からの技であり、桑原が「一週間メシが食えなくなった」と語るほどの威力を有し、様々な敵に（大抵は戦いの前半に）放っている。仙水に対して放ったときは服を破る以上の効果は無かった。
ヘッドバット
原作の元本大助戦。暗黒武術会・酎戦の「ナイフエッジ・デスマッチ」で使用。石のリングを割るほどの酎の頭突きより強い。幽助曰く「切り札」。
少年ジャンプ
桑原と共に獄門鬼に喰らわせた飛び蹴り。名はアニメ版から。アニメ版ではキックを放つ際に足が発光していた。